# Tissa, Marocko
Tissa (arabiska: تيسة) är en stad i Marocko. Den ligger i provinsen Taounate och regionen Fès-Meknès, 200 km öster om huvudstaden Rabat. Antalet invånare var 11 195 vid folkräkningen 2014.